# Le donne del pianeta preistorico
Le donne del pianeta preistorico è un film di fantascienza statunitense del 1966, diretto da Arthur C. Pierce e interpretato da John Agar.

## Trama
Un equipaggio spaziale di una civiltà avanzata si prepara a tornare a casa dopo un lungo viaggio. La squadra comprende "umani" (rappresentati da attori e attrici caucasici) e "centauriani" (rappresentati da attori e attrici asiatici). I centauriani sono stati salvati dal loro pianeta natale dopo che un evento catastrofico, non spiegato nel film, ha devastato il loro pianeta. Essi sono stati accolti dagli esploratori spaziali umani con l'aspettativa di venire assimilati nella loro nuova cultura umana. Una delle navi della flotta viene dirottata da alcuni dei suoi passeggeri centauriani, schiantandosi su un pianeta del sistema "Solaris". Contravvenendo agli ordini, il resto della flotta torna sui suoi passi in cerca di sopravvissuti dopo lo schianto. Nel momento in cui i soccorritori (che viaggiano a velocità subluce elevate) sono in grado di tornare sul pianeta, vi trovano i discendenti dei sopravvissuti all'incidente, in una versione semplificata della dilatazione del tempo. Linda, una centauriana sulla nave di salvataggio avventuratasi da sola sul pianeta, si innamora di Tang, incontrato sul pianeta quando lui interviene per salvarla da un annegamento. Nel frattempo, l'ammiraglio, che si capisce sia il padre della ragazza, manda squadre alla sua ricerca. Dopo aver combattuto con le specie animali del pianeta, tra le quali le iguane giganti destinate a rappresentare i dinosauri, Tang e Linda decidono di rimanere insieme sul pianeta preistorico, venendo abbandonati dall'ammiraglio che si rassegna a lasciare libera scelta alla figlia. Nell'epilogo del film, questo pianeta selvaggio e primitivo si rivela essere la Terra.

## Recensioni
Leonard Maltin ha valutato il film una stella e mezza. Il film ha una valutazione del 18% su Rotten Tomatoes. Altri recensori lo hanno descritto come "Tipica fantascienza brutta... ...con orribili effetti speciali".

## Media domestici
La versione MST3K del film (episodio #104), accompagnata da una breve introduzione dell'attrice Irene Tsu (Linda), è stata pubblicata da Rhino Home Video come parte del cofanetto "Collection, Volume 9". Englewood Entertainment ne ha edito una versione originale e senza tagli.

## Locandine
Il poster del film riporta lo slogan "È una battaglia dei sessi, mentre le donne selvagge del pianeta attaccano le invasori spaziali" e raffigura una bionda e una bruna che si accapigliano. Tuttavia nel film non appaiono donne indigene e neppure vi si vedono scene di donne che combattono tra loro.